# Listă de consulate onorifice din Timișoara
Aceasta este o listă a țărilor reprezentate prin consulate onorifice în orașul Timișoara.

### Consulate
| - Consulatul onorific al Austriei - Consulatul onorific al Republicii Cehe - Consulatul onorific al Republicii Coreea - Consulatul onorific al Franței - Consulatul general al Republicii Federale Germania - Consulatul onorific al Indiei - Consulatul general al Italiei - Consulatul onorific al Republicii Macedonia de Nord | - Consulatul onorific al Republicii Moldova - Consulatul onorific al Olandei - Consulatul onorific al Republicii Peru - Consulatul general al Serbiei - Consulatul onorific al Spaniei - Consulatul onorific al Suediei - Consulatul onorific al Tunisiei - Consulatul onorific al Ungariei |